# Onafhankelijkheidsdag (Indonesië)
Onafhankelijksdag (in het Indonesisch formeel bekend als Hari Ulang Tahun Kemerdekaan Republik Indonesië, afgekort tot "HUT RI", of eenvoudigweg Hari Kemerdekaan, en door het volk in de volksmond Tujuhbelasan genoemd, wat "de zeventiende" betekent) is een nationale feestdag in Indonesië waarop de proclamatie van onafhankelijkheid wordt herdacht en gevierd.
Op 17 augustus 1945 werd de onafhankelijkheidsverklaring voorgelezen door Soekarno. Nederland erkende in 2005, bij woorden van toenmalig Minister van Buitenlandse zaken Ben Bot dat de onafhankelijkheid van de Republiek Indonesië de facto al begon op 17 augustus 1945. Officieel erkent Nederland en de internationale gemeenschap de onafhankelijkheidsdatum van 27 december 1949. Dit was de datum van de soevereiniteitsoverdracht.
Ieder jaar, op 17 augustus, wordt deze dag herdacht in formele ceremonies en levendige feesten in heel Indonesië. Al weken, dan wel maanden, van tevoren zijn dorpen en steden zich aan het voorbereiden op de Onafhankelijkheidsdag. Er zijn sportwedstrijden, optochten met fanfares, praalwagens, gratis concerten en alle scholen marcheren.
Het hoogtepunt van de dag is het hijsen van de vlag bij het Merdeka-paleis in Jakarta, waarbij de tekst van de proclamatie van de onafhankelijkheid ook wordt voorgelezen om 10.00 uur. De president en vicepresident leiden de ceremonies en worden bijgewoond door militairen, familie, de familie van de vorige presidenten, het kabinet, diplomatieke corpsen en geëerde gasten.
De onafhankelijkheidsverklaring luidt:
Proclamatie
Wij, de Indonesische natie, verklaren hierbij de onafhankelijkheid van Indonesië. Zaken met betrekking tot de machtsoverdracht enz. zullen op een eerlijke manier en in de kortst mogelijke tijd worden afgehandeld.
Djakarta, dag 17 augustus 1945
Namens het Indonesische volk,
Soekarno/Hatta.